# Quo vadis, Domine
Quo vadis, Domine er latin for “Hvor går du hen, Herre?”. Ifølge Johannesevangeliet stiller Simon Peter dette spørgsmål til Jesus i Jerusalem, inden Jesus bliver tilfangetaget og korsfæstet, og Jesus svarer: "Hvor jeg går hen, kan du ikke følge mig nu, men senere skal du følge mig." Herefter følger Jesu forudsigelse af Peters fornægtelse.
I de apokryfe Petersakter møder Peter igen Jesus på Via Appia uden for Rom, da Peter er ved at flygte ud af byen for ikke at blive martyr under kejser Neros kristenforfølgelser. Jesus bærer på et kors, og Peter spørger ham igen, hvor han er på vej hen. Jesus svarer: "Jeg er på vej til Rom for at blive korsfæstet igen", hvorefter Peter vender om, selv går ind til byen og bliver korsfæstet.
Henryk Sienkiewicz har skrevet en roman med titlen Quo vadis.